# Murat Başesgioğlu

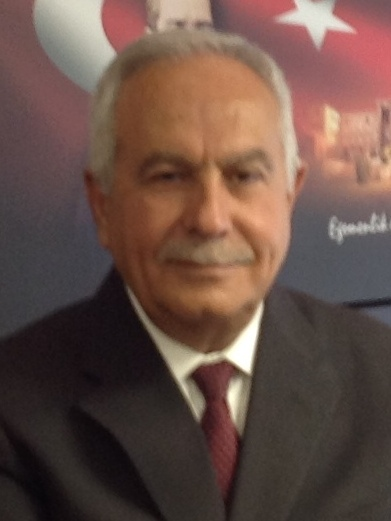
Murat Başesgioğlu, 2014

Murat Başesgioğlu (* 1. März 1955 in Kastamonu) ist türkischer Politiker und ehemaliger Minister.

## Leben
Başesgioğlu absolvierte die Rechtsfakultät an der Universität Istanbul. Danach arbeitete er als freier Anwalt.
Von 1987 bis 2002 war Murat Başesgioğlu über 4 Legislaturperioden in der Großen Nationalversammlung der Türkei Abgeordneter der Mitte-rechts ausgerichteten Mutterlandpartei (ANAP) für die Provinz Kastamonu. In der 55. Regierung der Republik Türkei von 1997 bis 199 war Başesgioğlu Innenminister.
In der 22. Legislaturperiode war er von 2002 bis 2007 er Abgeordneter der konservativ-islamischen AKP für die Provinz İstanbul.  Im Kabinett Gül und dem Kabinett Erdoğan I war er von 2002 bis 2007 Minister für Arbeit und Soziale Sicherheit. Başesgioğlu wurde 2007 als Staatsminister Mitglied des II. Erdoğan-Kabinetts. Im Kabinett Erdoğan II war er von 2007 bis 2009 als Staatsminister unter anderem für die Koordination der Tarifverhandlungen zuständig und verwaltete das Präsidium für Staatsbeamte. Başesgioğlu verließ 2009 die AKP und schloss sich später der rechtsextremen MHP an.
Başesgioğlu spricht Französisch, ist verheiratet und Vater von zwei Kindern.